# Gippsland Trophy
Gippsland Trophy – żeński turniej tenisowy kategorii WTA 500 zaliczany do cyklu WTA Tour, rozgrywany na kortach twardych w Melbourne w sezonie 2021.
Zmagania odbywały się na kortach Melbourne Park, na których corocznie organizowany jest Australian Open, w tygodniu poprzedzającym ten turniej wielkoszlemowy. W 2021 roku, w związku z pandemią COVID-19, zawody stanowiły jeden z trzech kobiecych turniejów przygotowujących do Australian Open 2021.

## Mecze finałowe

### Gra pojedyncza kobiet
| Rok  | Zwyciężczyni  | Finalistka  | Wynik    |
| 2021 | Elise Mertens | Kaia Kanepi | 6:4, 6:1 |

### Gra podwójna kobiet
| Rok  | Zwyciężczynie                         | Finalistki                  | Wynik       |
| 2021 | Barbora Krejčíková Kateřina Siniaková | Chan Hao-ching Latisha Chan | 6:3, 7:6(4) |